# Paschalococos disperta
Genre
Espèce
Statut de conservation UICN

 EX  : Éteint

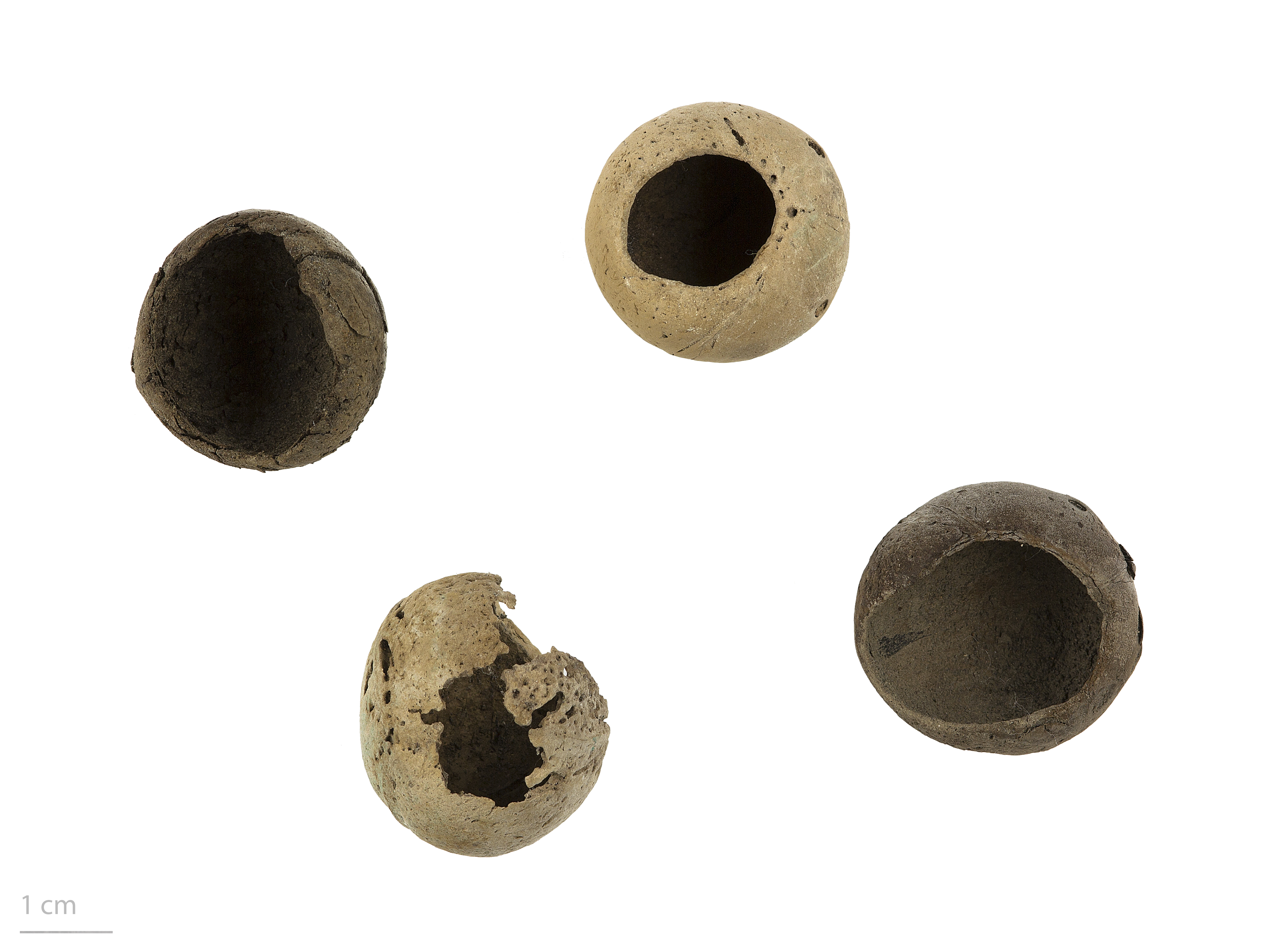
Paschalococos disperta - MHNT

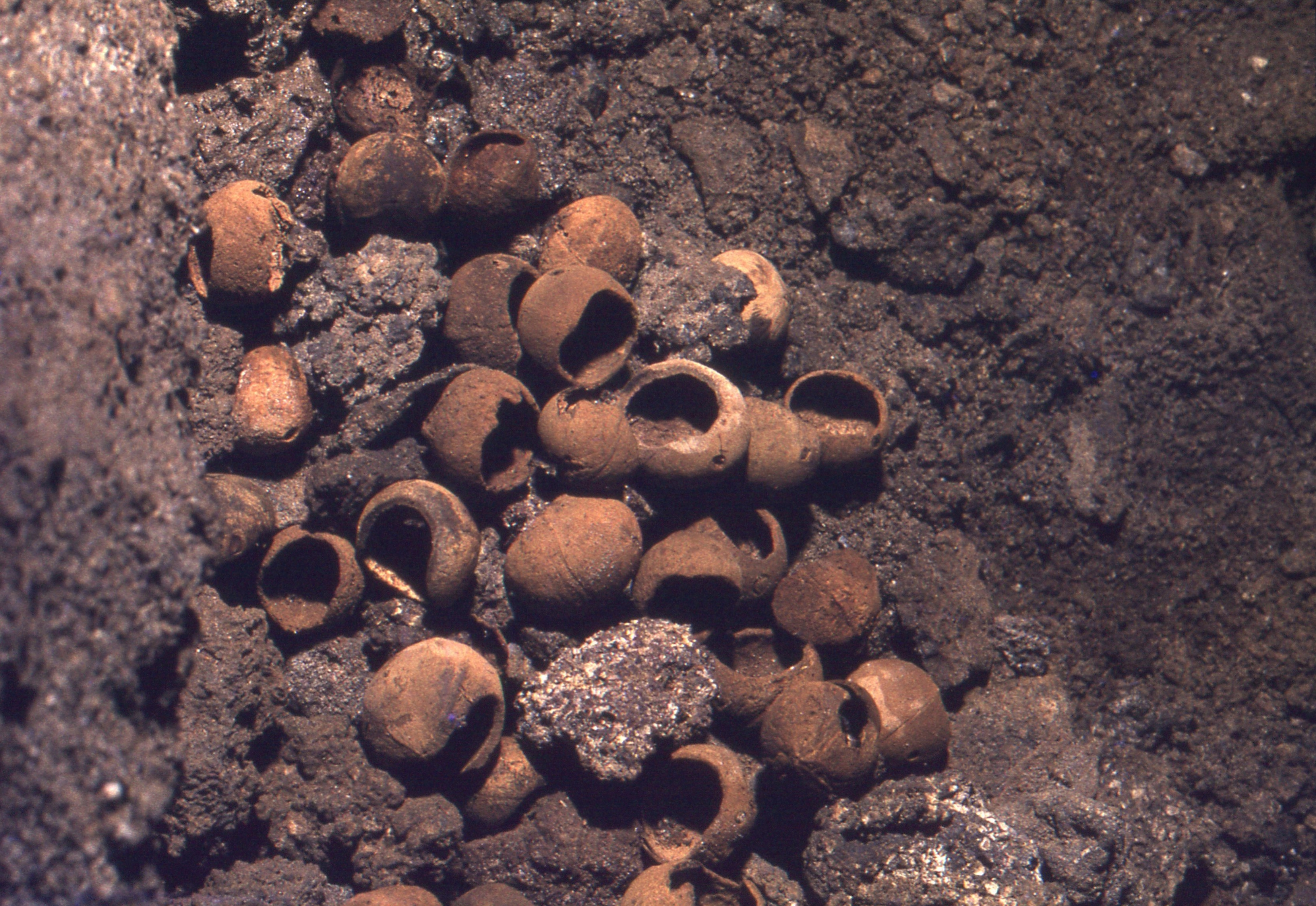
Voici les premières noix du palmier trouvées dans une nouvelle caverne de lave découverte près d'Ana o Keke par Jean-Marie Groult lors de la mission spéléologique de 1983 - Elles ont été datées de 800 ans au carbone 14 et ont permis d'identifier le palmier disparu de Rapa Nui - Voir article pp. 750 à 752 dans la revue Nature N° 5996 du 20 décembre 1984

Paschalococos disperta (palmier de l'Île de Pâques ou palmier de Rapa Nui), synonyme : Jubaea disperta, est une espèce éteinte de palmiers indigènes de l'Île de Pâques. Cette espèce a disparu vers l'an 1650 apr. J.-C. d'après l'étude des grains de pollen.

## Taxonomie
On ne sait pas si ce genre est distinct de Jubaea, mais on n'a pas non plus de preuve du contraire. En effet les tissus mous utilisés pour l'identification des genres de palmiers n'ont pas été préservés. Les seuls vestiges conservés sont des grains de pollen provenant du lit de lacs, des endocarpes creux trouvés dans une grotte et des moulages de racines.
John Dransfield, botaniste britannique spécialiste des palmiers, a rattaché l'espèce à un nouveau genre en partie pour éviter de donner du crédit à l'hypothèse courante, mais spéculative, que les palmiers appartenaient à l'espèce Jubaea chilensis et avaient été utilisés comme rouleaux pour déplacer les moaï, statues monumentales de l'île de Pâques.

## Causes de l'extinction
C'est la surpopulation humaine au cours de la période allant de 800 à 1600 qui a entraîné l'extinction de ce palmier.
Selon Michael Hogan, la disparition du palmier de l'Île de Pâques, concomitante de celle d'autres organismes, a contribué à l'effondrement de la société humaine de l'île.
John Dransfield suggère que les plantes ont disparu à cause de leur exploitation pour fournir des cœurs de palmier comestibles, destinés à assurer la subsistance des habitants d'une île surpeuplée.
Il est également vraisemblable que beaucoup de palmiers ont été abattus pour construire des canots destinés à la pêche.
Une autre hypothèse est que le rat polynésien, apporté par les colons polynésiens arrivés entre 800 et 1000, a consommé les noix de ce palmier, en laissant un nombre insuffisant pour assurer le réensemencement de l'île.
Malgré son extinction, il semble que ce palmier ait été représenté, deux siècles plus tard, dans les signes Rongo-rongo de l'île de Pâques, par les glyphes suivants .